# Moulin de Morgan Lewis
Le moulin de Morgan Lewis est le dernier moulin à canne à sucre en état de marche à la Barbade.

## Caractéristiques
Le moulin est situé sur une colline dans le nord-est de l'île de la Barbade, à 1 km de la côte, sur la localité de Morgan Lewis, dans la paroisse de Saint Andrew. Il s'agit d'un moulin à vent de type tour en pierre, à quatre ailes, dôté d'un mécanisme pour broyer le sucre.
Le moulin de Morgan Lewis est l'un des deux derniers moulin à vent à sucre encore en état de marche dans le monde (le deuxième étant le moulin de Betty's Hope (en), sur l'île d'Antigua). De février à juillet, ses ailes sont mises en place et le moulin opère un dimanche par mois, broyant la canne à sucre et produisant du jus.
L'intérieur du moulin comporte un musée de la canne à sucre.

## Historique
Le moulin de Morgan Lewis est typique des moulins à sucre construit à la Barbade entre les XVIIe et XIXe siècles ; il aurait été construit en 1727. Il cesse son activité en 1947. En 1962, son propriétaire, Egbert L. Bannister, en fait don au The Barbados National Trust (en) pour qu'il soit préservé comme musée. Il est restauré en 1964 et en 1974.
À la suite de sa détérioration, l'édifice est mentionné en 1996 dans la liste des monuments en danger du Fonds mondial pour les monuments. Sa restoration par le Barbados National Trust débute l'été suviant. En 1997, American Express fournit un soutien financier pour des réparations d'urgence. Le moulin est démonté pour rénovation et rouvre en 1999.